# Bolboschoenus glaucus
Bolboschoenus glaucus är en halvgräsart som först beskrevs av Jean-Baptiste de Lamarck, och fick sitt nu gällande namn av S.Galen Smith. Bolboschoenus glaucus ingår i släktet Bolboschoenus och familjen halvgräs. Inga underarter finns listade i Catalogue of Life.